# 228 Agathe
228 Agathe este un asteroid din centura principală, descoperit pe 19 august 1882, de Johann Palisa.